# هونگ ککسین
هونگ ککسین (به چینی: Aktenge Keunimjaeva،  زادهٔ ۶ ژانویهٔ ۲۰۰۳) یک کشتی‌گیر آزادکار اهل کشور چین است.
از افتخارات وی می‌توان به کسب مدال برنز بازی‌های المپیک ۲۰۲۴ پاریس و بازی‌های آسیایی ۲۰۲۲ اشاره کرد.